# Donacilla cornea
Donacilla cornea ist eine Muschel-Art aus der Familie der Mesodesmatidae in der Ordnung der Venerida. Sie ist an den Küsten des östlichen Nordatlantik, im Mittelmeer und im Schwarzen Meer beheimatet.

## Merkmale
Das gleichklappige, wenig geblähte Gehäuse wird bis zu 24 mm lang. Es ist stark ungleichseitig, die Wirbel sitzen in der hinteren Hälfte (im Gegensatz zu dem bei vielen anderen Muscheln üblichen Merkmal ist der vordere Teil der Schale (wenn wir ihn durch Zeichnen einer Querachse vom Wirbel teilen) viel größer und länger als der hintere Teil). Die Wirbel sind klein und flach und sind nach hinten eingerollt (ist opisthogyr). Das Gehäuse ist im Umriss dreieckig bis keilförmig. Der vordere Dorsalrand ist länger als der hintere Dorsalrand. Kleine Exemplare sind mehr keilförmig, größere Exemplare werden dann eher dreieckig. Der hintere Dorsalrand ist nur sehr schwach gewölbt bis fast gerade und geht in den eng gerundeten Hinterrand über. Der vordere, annähernd gerade Dorsalrand fällt etwas flacher zum eng gerundeten Vorderrand ab (im Vergleich zum hinteren Dorsalrand). Der Ventralrand ist weit gerundet.
Das Ligament sitzt extern und intern. Der externe Teil ist dunkelbraun, dünn und erstreckt sich sowohl über die Vorder- als auch die Hinterkante. Das hellbraune interne Ligament sitzt auf einem halbmondförmigen Chondrophor, ist braun und glänzend. Der Chondrophor ist nur in größeren Exemplaren ausgebildet. Das Schloss besteht in der rechten Klappe aus zwei Hauptzähnen und je einem hinteren und vorderen Seitenzahn. In der linken Klappe sitzt ein Hauptzahn hinter dem Chondrophor, und es sind je zwei hintere und vordere Seitenzähne vorhanden. Der untere hintere Seitenzahn ist verdickt und sieht aus wie ein Hauptzahn. Im Vergleich mit der linke Klappe ergibt sich jedoch, dass es sich tatsächlich um einen Seitenzahn handelt. Der obere hintere Seitenzahn ist sehr lang und steht fast parallel zum oberen Klappenrand. Die Mantellinie ist schräg nach oben tief eingebuchtet. Es sind zwei annähernd gleich großé Schließmuskeln vorhanden.
Die Schale ist vergleichsweise dick und fest. Sie ist außen weißlich bis leicht gelblich, oft mit hellen, braun-orangefarbenen radialen, breiten Streifen. Die Ornamentierung besteht aus feinen konzentrischen Anwachsstreifen. Die einzeln jährlichen Wachstumsabschnitte sind meist gut sichtbar. Der innere Klappenrand ist glatt. Das Periostrakum ist dünn, gelblich-braun, meist aber abgeblättert.
Wenn nur eine Klappe untersucht wird, kann die Lokalisierung des vorderen und hinteren Endes (und damit die Identifizierung als rechte oder linke Klappe) verwirrend sein, da einige Merkmale des Gehäuses der Art (der Opisthogyr-Zustand und andere) irreführend sein können. Allerdings öffnet sich der Mantelbucht immer zum hinteren Ende hin, und dieses Merkmal kann genutzt werden, um die Klappe erfolgreich als linke oder rechte Klappe zu identifizieren.

Donacilla cornea var. alboradiata

Rechte Klappe
Linke Klappe

Rechte und linke Klappe des gleichen Tieres:

Rechte Klappe
Linke Klappe

Rechte Klappe
Linke Klappe

Donacilla cornea var. biradiata

Rechte und linke Klappe des gleichen Tieres:

Rechte Klappe
Linke Klappe

Donacilla cornea var. nigrosignata

Rechte und linke Klappe des gleichen Tieres:
- Rechte Klappe
- Linke Klappe

Donacilla cornea var. variegata

Rechte und linke Klappe des gleichen Tieres:
- Rechte Klappe
- Linke Klappe

## Geographische Verbreitung und Lebensraum
Sie ist an den Küsten des östlichen Nordatlantik von der südlichen Bretagne bis Marokko, im Mittelmeer sowie im Schwarzen Meer beheimatet. Die Art lebt auf Sandböden im Gezeitenbereich.

## Taxonomie
Das Taxon wurde von Giuseppe Saverio Poli erstmals unter dem ursprünglichen Binomen Mactra cornea beschrieben. Es ist allgemein als gültiges Taxon der Gattung Donacilla R. A. Philippi, 1836 akzeptiert; es ist die Typusart der Gattung Donacilla.
Synonyme sind nach MolluscaBase: Amphidesma donacilla Lamarck, 1818, neun  Varietäten der Art, die von Danilo & Sandri, 1856, Stossich, 1865 und Bucquoy, Dautzenberg & Dollfus, 1895 vorgeschlagen wurden, Donacilla lamarcki R. A. Philippi, 1836, Donax elliptica Krynicki, 1837, Donax plebeia Pulteney, 1799, Mesodesma elongata Locard, 1891, Mesodesma transversa Reeve, 1854, Peronaea ramosa Poli, 1795 und Tellina radiatula Brusina, 1870.